# Uwe Gasch
Uwe Gasch (* 12. Juni 1961 in Leipzig) ist ein ehemaliger Ruderer aus der DDR und heute als Vorsitzender des Stadtsportbundes Leipzig Sportfunktionär.

## Sportliche Karriere
Der 1,90 m große Uwe Gasch ruderte für den SC DHfK Leipzig. Bei den Junioren-Weltmeisterschaften 1979 belegte er zusammen mit Steffen Heinemann den zweiten Platz im Zweier ohne Steuermann. 1981 ruderte er zusammen mit Klaus Büttner, Hans-Peter Koppe und Jens Doberschütz im Vierer ohne Steuermann, das Boot gewann die Bronzemedaille bei den Weltmeisterschaften 1981 hinter den Booten aus der Sowjetunion und aus der Schweiz. 1982 wurde Gasch mit dem Vierer ohne Steuermann Weltmeisterschaftssechster. 1983 wechselte er in den DDR-Achter und gewann bei den Weltmeisterschaften in Duisburg die Silbermedaille hinter dem neuseeländischen Boot. Die Olympischen Spiele 1984 verpasste Gasch wegen des Olympiaboykotts.
Bei den Weltmeisterschaften 1985 erkämpfte Uwe Gasch mit Thomas Kessler und Steuermann Olaf Gerschau die Bronzemedaille im Zweier mit Steuermann hinter den Italienern und den Rumänen. Zwei Jahre später belegte Gasch mit Carl Ertel den vierten Platz im Zweier ohne Steuermann bei den Weltmeisterschaften 1987. Bei den Olympischen Spielen 1988 kamen Ertel und Gasch als Fünfte ins Ziel.
Uwe Gasch gewann insgesamt sechs Meistertitel der DDR: 1981 und 1984 siegte er mit dem Vierer ohne Steuermann,
1983 mit dem Achter, 1985 und 1987 mit dem Zweier mit Steuermann und 1987 mit dem Zweier ohne Steuermann.
Uwe Gasch war mit der Ruder-Olympiasiegerin Marita Sandig verheiratet.